# 歌うエスカルゴ
『歌うエスカルゴ』（うたうエスカルゴ）は、津原泰水の小説。2015年より「文芸カドカワ」において連載、2016年にKADOKAWAより『エスカルゴ兄弟』として四六判単行本、電子書籍が刊行。2017年に『歌うエスカルゴ』に改題また加筆修正のうえハルキ文庫より文庫版が刊行された。
四六判刊行後の2016年、続編である『エスカルゴ兄弟 漂泊のアドリアーナ編』が「東京ウォーカー＋」において開始したが、全4回短期連載予定のところを2回で中断している。

## 概要
三人称で書かれた現代小説である。
エスカルゴ料理店のメニューから登場人物の日常の食事まで、さまざまな料理が活写される。
著者の現名義の作品のなかでは、非常に軽快でコメディ傾向の強い部類に属する。著者によると「純白津原」

。「キャラクター小説」であるとの発言もある

。かつて少女小説の執筆で身につけた技術を駆使して執筆されており

、当時の名義で刊行すべきではなかったか、とも発言している。文庫版あとがきは、少女小説時代の著作と同様に一人称を排して記されている。
エスカルゴについての記述は、三重県に実在する「エスカルゴ牧場」への取材に基づいている。
単行本版の装丁は坂野公一、装画は著者の弟であるイラストレーターの村井修。帯イラストは漫画家の松苗あけみによる。松苗は刊行時に配られたフリーペーパーにもイラストを寄せている。
文庫版の装丁は松木美紀、装画は中島梨絵。

## あらすじ
零細出版社編集部員の柳楽尚登は、その料理の腕を見込んだ社長の斡旋で、改装準備中の料理店に転職させられる。
料理店の主は渦巻きに心を奪われた写真家。計画されていたのはエスカルゴ専門の仏料理店であった。

## 主な登場人物
柳楽尚登（なぎらなおと）
主人公。零細出版社の編集部員、讃岐うどん店の次男坊。社長の斡旋で仏料理店〈エスカルゴ〉へ転職。
雨野秋彦（あまのあきひこ／ときお）
渦巻きマニアの写真家。父親の経営していた立ち飲み屋を改装し、仏料理店〈エスカルゴ〉として立ち上げる。
榊桜（さかきさくら）
伊勢うどん店〈榊屋〉の娘。
雨野梓（あまのあずさ）
雨野秋彦の妹。高校生。
成瀬（なるせ）
成瀬鉄工所の所長。趣味でエスカルゴファームを経営。

## 単行本版と文庫版の差異
タイトルが『エスカルゴ兄弟』から『歌うエスカルゴ』へ変更、また作中の店名が〈スパイラル〉から〈エスカルゴ〉へ変更されている。
これは角川春樹の提案による。

## 単行本版の販促
KADOKAWAの公式サーバに特設サイトが開設され、作品紹介、読者モニターの声、著者インタビューなどが掲載されている。
また、書店でフリーペーパーが配布された（特設サイトにも掲載）。松苗あけみによる主要登場人物4人のイメージイラスト、本編で登場するメニューのレシピなどが記載されている。
「本の旅人」2016年8月号には、作中に登場するエスカルゴ料理を著者と書店員が実食する「試食＆座談会」記事が掲載された。

## 書籍情報
- 『エスカルゴ兄弟』 KADOKAWA／単行本／2016年
- 『エスカルゴ兄弟』 KADOKAWA／電子版／2016年
- 『歌うエスカルゴ』 角川春樹事務所／文庫／2017年

## 外部サイト
- エスカルゴ牧場-三重エスカルゴ開発研究所
- アップルシード・エージェンシー
- KADOKAWA『エスカルゴ兄弟』特設サイト